# Тисаферн
Тисаферн (перс. Тисъфюрнеш) – син на Хидарн, един от най-известните персийски държавници от края на V век и началото на IV век пр. Хр.

## Управление
След потушаването на въстанието на лидиеца Писут, Тисаферн през 413 г. пр.н.е. е назначен за сатрап на Лидия, Кария и Йонийските градове. Персийският цар Артаксеркс II е женен за дъщерята на Тисаферн Статира, а Тисаферновият брат Теритухерм – за дъщерята на Дарий II Амастрида. Този Теритухерм оглавява заговор с цел свалянето на Дарий, но е разкрит и по настояване на Парисатида, съпругата на Дарий, са избити всички потомци на Хидарн, освен Тисаферн и Статира. В 407 г. пр.н.е. Артаксеркс, по молба на Парисатида, отнема от Тисаферн Лидия и я предава за владение на Кир Млади. Оттук идва и омразата на Тисаферн към Кир. След неговата смърт Тисаферн отново получава за владение тази област. Парисатида успява да му отмъсти за смъртта на сина си много по-късно.
През 395 г. пр.н.е. след неуспешната за персите битка с гърците, Тисаферн изпада в немилост пред Артаксеркс. Той е арестуван и убит, а главата му царят изпраща на майка си.